# تمويل بالهامش
التمويل بالهامش هو أحد الأدوات المالية التي تتيح الحصول على قوة شرائية مضاعفة في سبيل تحقيق مكاسب كبيرة دون الحاجة إلى رؤوس أموال ضخمة، يستخدم المستثمرين هذا النوع من التمويل للمضاربة في سوق العملات والأسهم والمعادن والنفط، تقدم البنوك هذا التمويل للمستثمرين في شكل نقدي أو أسهم مقابل شروط وضمانات يحققها ويقدمها المستثمر، منها عدم تجاوز مبلغ التمويل حدا كبيرا نسبة إلى محفظة المستثمر.

## الفوائد
يساعد التمويل بالهامش في تحقيق مكاسب ضخمة للمستثمرين وتوفير فرص استثمارية أكبر، كما يلعب دورا في تعزيز عمليات الشراء في السوق والموازنة بين العرض والطلب بتعديل نسب التمويل بما يتوافق مع حالات الشراء المفرط أو البيع المفرط، بطريقة يمكن معها اعتبار التمويل بالهامش أداة جيدة لصناعة السوق.

## المخاطر
يندرج التمويل بالهامش تحت تصنيف عالي المخاطر، بسبب أن نسبة من الخسارة تعرض المستثمر لخسارة كامل رأس ماله، ودفع تكاليف التمويل، واللجوء لطلب المزيد من التمويل للتغطية أو التسييل في حالة انخفاض قيمة
الاستثمار عن الحد المقرر مسبقا، وتشمل المخاطر المستثمرين والمتعاملين وجهات التمويل.

## اقرأ أيضا
- تمويل